# Badacsonytördemic
Badacsonytördemic község Veszprém vármegyében, a Tapolcai járásban.  

## Fekvése
A Badacsony északnyugati oldalán fekszik. Hozzá tartozik a központjától délkeletre fekvő Badacsonylábdihegy üdülőterület. Külterületeinek jelentős hányada a Balaton-felvidéki Nemzeti Park részét képezi.
A közvetlenül határos települések: észak felől Nemesgulács, kelet felől Badacsonytomaj, nyugat felől Szigliget, északnyugat felől pedig Kisapáti. Balatoni vízterületei révén dél felől határos még a tó déli partján fekvő Balatonfenyvessel is.

### Megközelítése
Legfontosabb közúti megközelítési útvonala a 71-es főút, mely a lakott területének déli széle mellett húzódik végig kelet-nyugati irányban. Belterületén a 7341-es út (a „Római út”) halad végig; központját a 71-essel a 73 139-es számú mellékút köti össze, amely a kereszteződéstől a 71 123-as számmal folytatódik Szigliget irányába.
A hazai vasútvonalak közül a (Budapest–)Börgönd–Szabadbattyán–Tapolca-vasútvonal érinti, melynek egy megállóhelye és egy állomása van itt: a főváros felől sorrendben előbb Badacsonylábdihegy megállóhely, mely a névadó településrész déli szélén helyezkedik el, közvetlenül a 71-es főút mellett, majd Badacsonytördemic-Szigliget vasútállomás, a falu központjához közel; utóbbi közúti elérését a 73 139-es útból kiágazó 73 311-es számú mellékút (települési nevén Vasút utca) biztosítja.

## Története
Területe már a bronzkorban is lakott volt. Első fennmaradt okleveles említése 1219-ből való, Turdemiz néven. A középkorban egytelkes nemesek lakták, erre utalt korábbi, 1950-ig viselt neve, a Nemestördemic. A település eredetileg Szent István király korától az 1950-es megyerendezésig Zala vármegyéhez tartozott. Nemesi falu jellege 1848-ban szűnt meg. 
A 20. század elején a Badacsonyban nyitott bazaltbánya hatására a település fejlődésnek indult, de máig megőrizte falusias jellegét.
Badacsonytördemic a badacsonyi borvidék része. Lakói a szőlőtermesztés és bortermelés mellett főként idegenforgalomból élnek.

## Közélete

### Polgármesterei
- 1990–1994: Kovács Lászlóné (FKgP)[3]
- 1994–1998: Kovács Lászlóné (független)[4]
- 1998–2000: Farkas László (független)[5]
- 2000–2002: Kovács Lászlóné (független)[6][7]
- 2002–2006: Vollmuth Péter (független)[8]
- 2006–2010: Vollmuth Péter (független)[9]
- 2010–2014: Vollmuth Péter Pál (független)[10]
- 2014–2017: Vollmuth Péter Pál (független)[11]
- 2017–2019: Horváth Zoltán (független)[12][13]
- 2019–2024: Horváth Zoltán (Fidesz-KDNP)[14]
- 2024– : Csonka Gergő (független)[1]

A településen az 1998. október 18-án megtartott önkormányzati választás érdekessége volt, hogy az országos átlagot jóval meghaladó számú, összesen 8 polgármesterjelölt indult. Ilyen nagy számú jelöltre az egész országban csak tíz település lakói szavazhattak, ennél több (9, 10 vagy 12) aspiránsra pedig csak öt másik településen volt példa. Az akkor megválasztott polgármester azonban nem tudta kitölteni a teljes ciklusát, mivel 2000 kora tavaszán elhunyt; az emiatt szükségessé vált időközi polgármester-választást 2000. június 4-én tartották meg.
2017. január 15-én ugyancsak időközi polgármester-választást kellett tartani a településen, ezúttal is az előző polgármester halála okán.

## Népesség
A település népességének változása:
| Lakosok száma | 871  | 879  | 878  | 904  | 833  | 874  | 873  |
|               | 2013 | 2014 | 2015 | 2021 | 2022 | 2023 | 2024 |

A 2011-es népszámlálás idején a lakosok 79,5%-a magyarnak, 4,1% németnek, 0,9% cigánynak mondta magát (19,7% nem nyilatkozott). A vallási megoszlás a következő volt: római katolikus 63,7%, református 2,5%, evangélikus 1,2%, görögkatolikus 0,2%, felekezeten kívüli 7,2% (24,4% nem nyilatkozott).
2022-ben a lakosság 85,1%-a vallotta magát magyarnak, 3,4% németnek, 0,7% cigánynak, 0,1-0,1% horvátnak, románnak, örménynek, bolgárnak, ukránnak és szlováknak, 5,6% egyéb, nem hazai nemzetiségűnek (12,8% nem nyilatkozott; a kettős identitások miatt a végösszeg nagyobb lehet 100%-nál). Vallásuk szerint 40,5% volt római katolikus, 3,1% református, 0,5% evangélikus, 0,5% görög katolikus, 1,3% egyéb keresztény, 0,1% egyéb katolikus, 10,1% felekezeten kívüli (43,9% nem válaszolt).

## Nevezetességei

A község környékének térképe

- A II. Rákóczi Ferenc halálának 200. évfordulójára, 1935-ben épült Rodostó-ház
- Ignác-napi búcsú minden év augusztusában
- Bazaltorgonák
- Klasszicista stílusú római katolikus kápolna
- A településen áthalad az Országos Kéktúra.
- Turul-szobor[19]

## Képgaléria

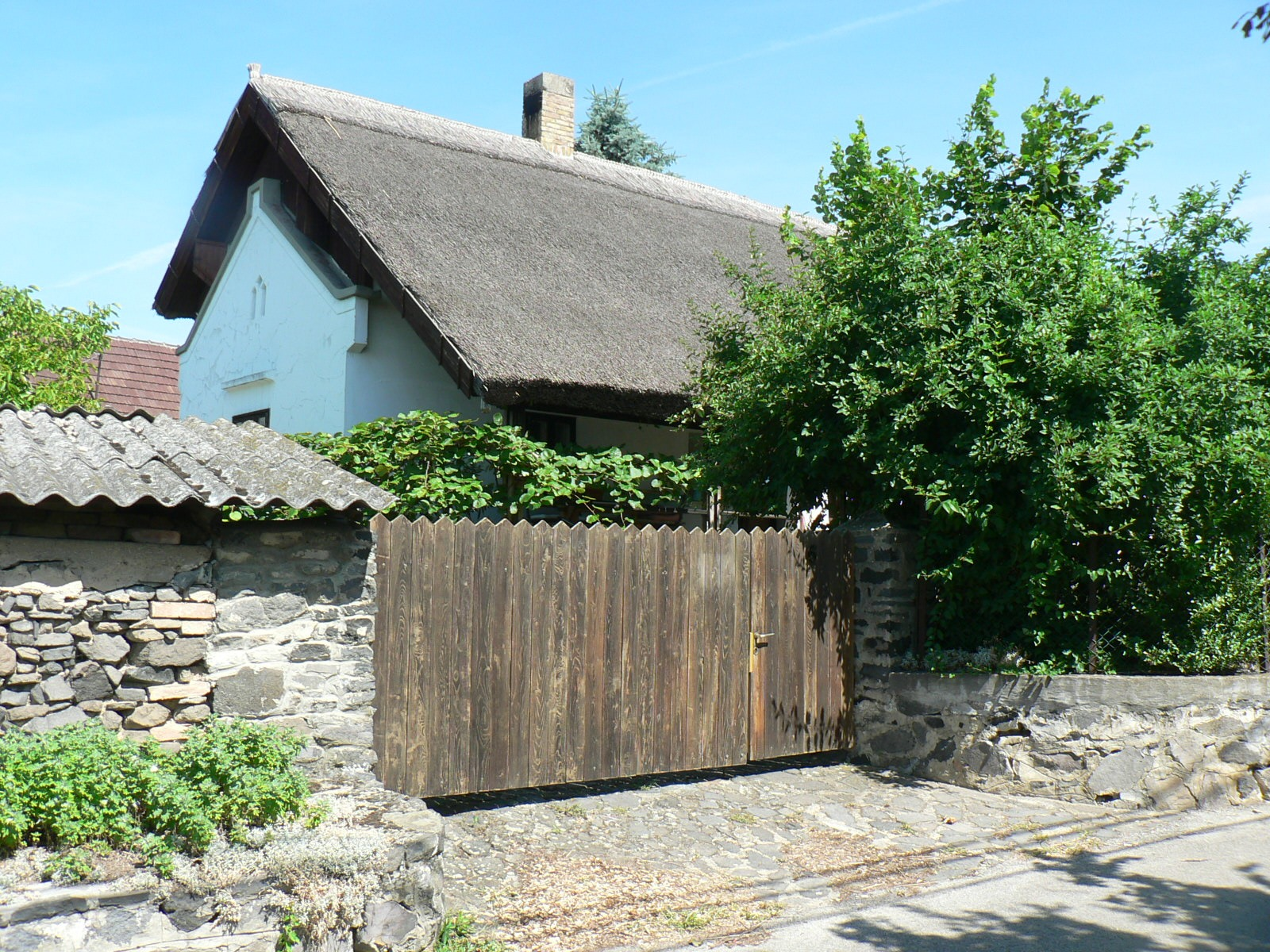
Badacsonylábdihegyi présház
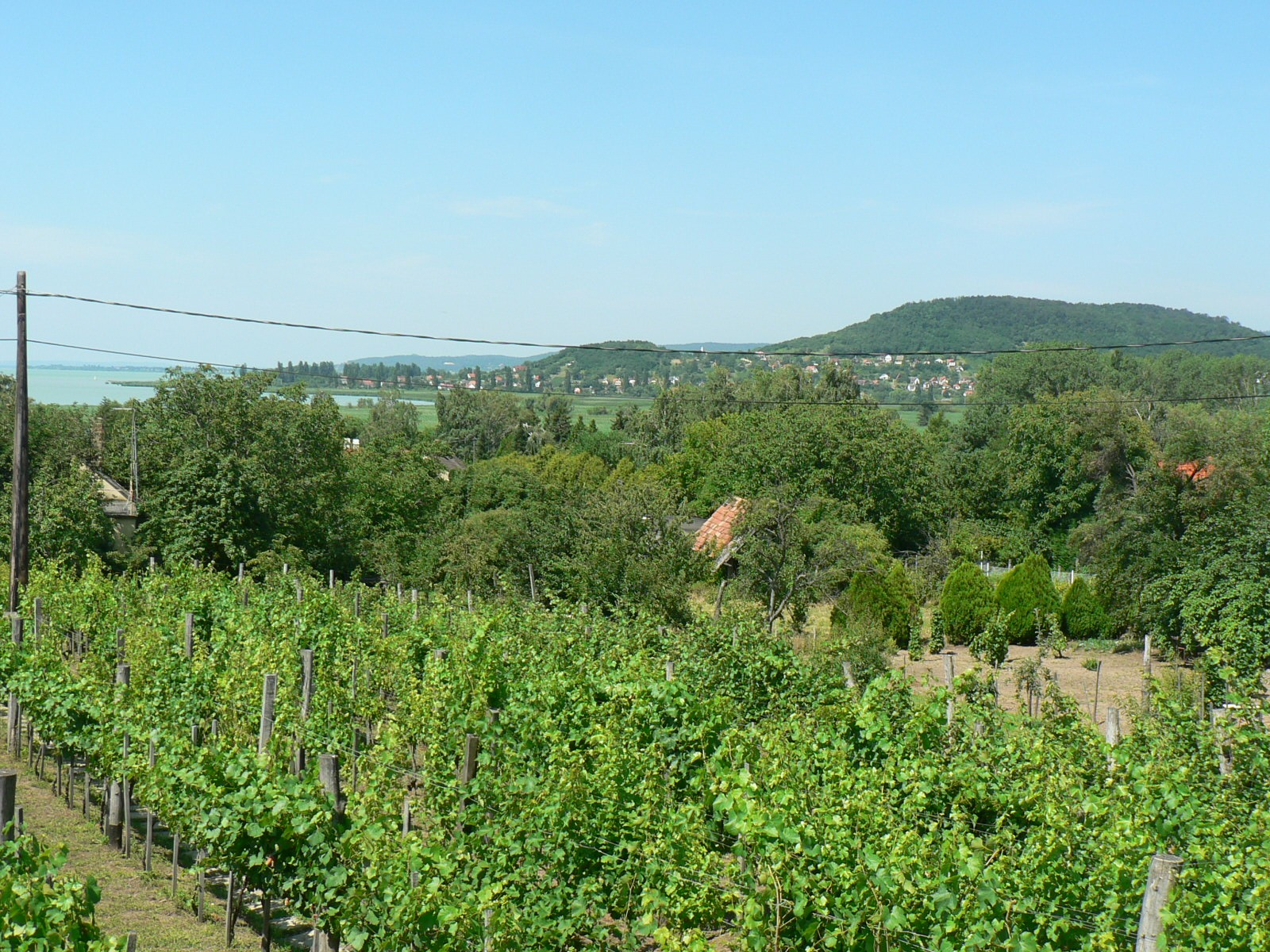
Badacsonylábdihegyi szőlők
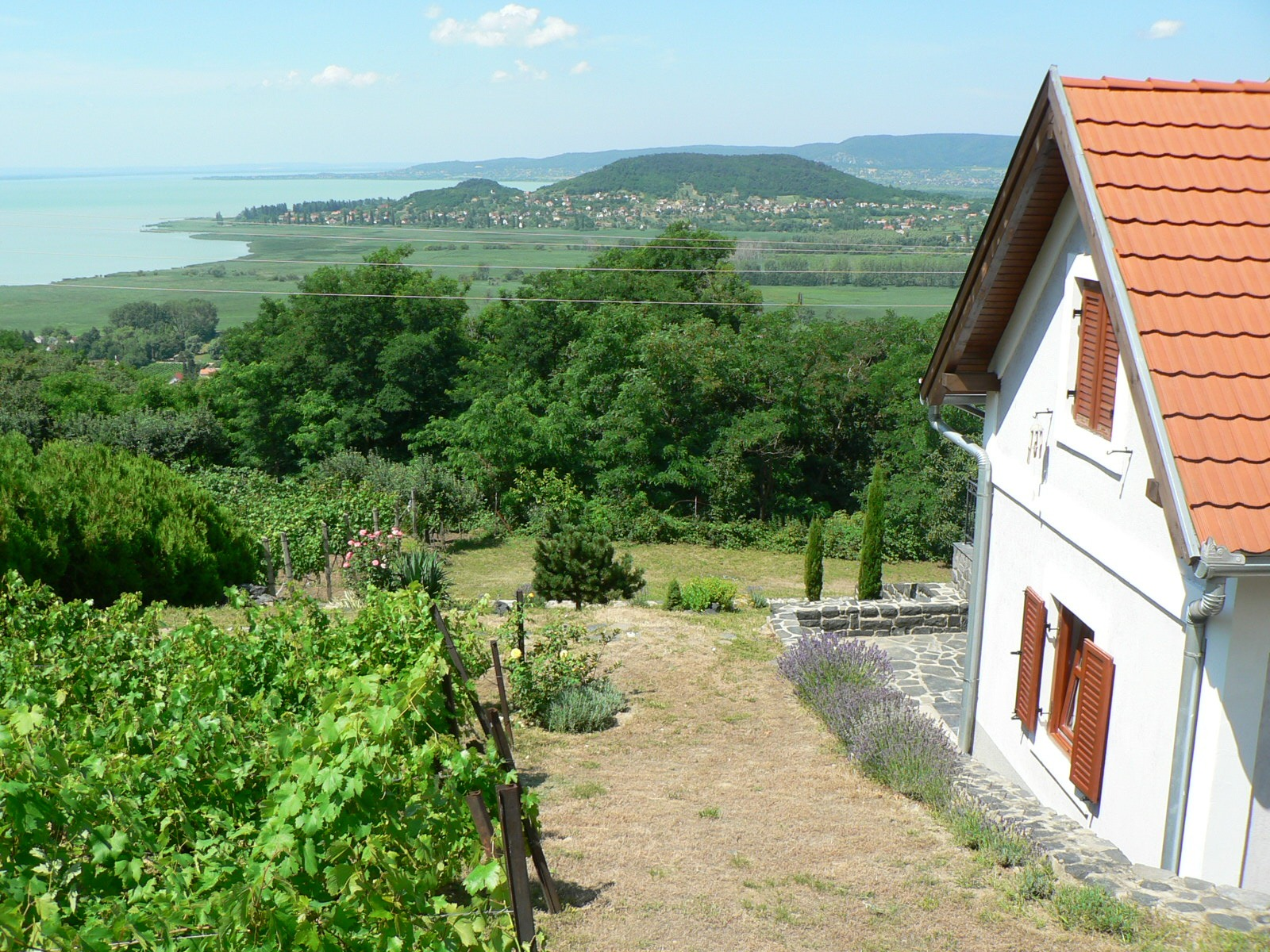
Felújított badacsonylábdihegyi présház szigligeti látképpel
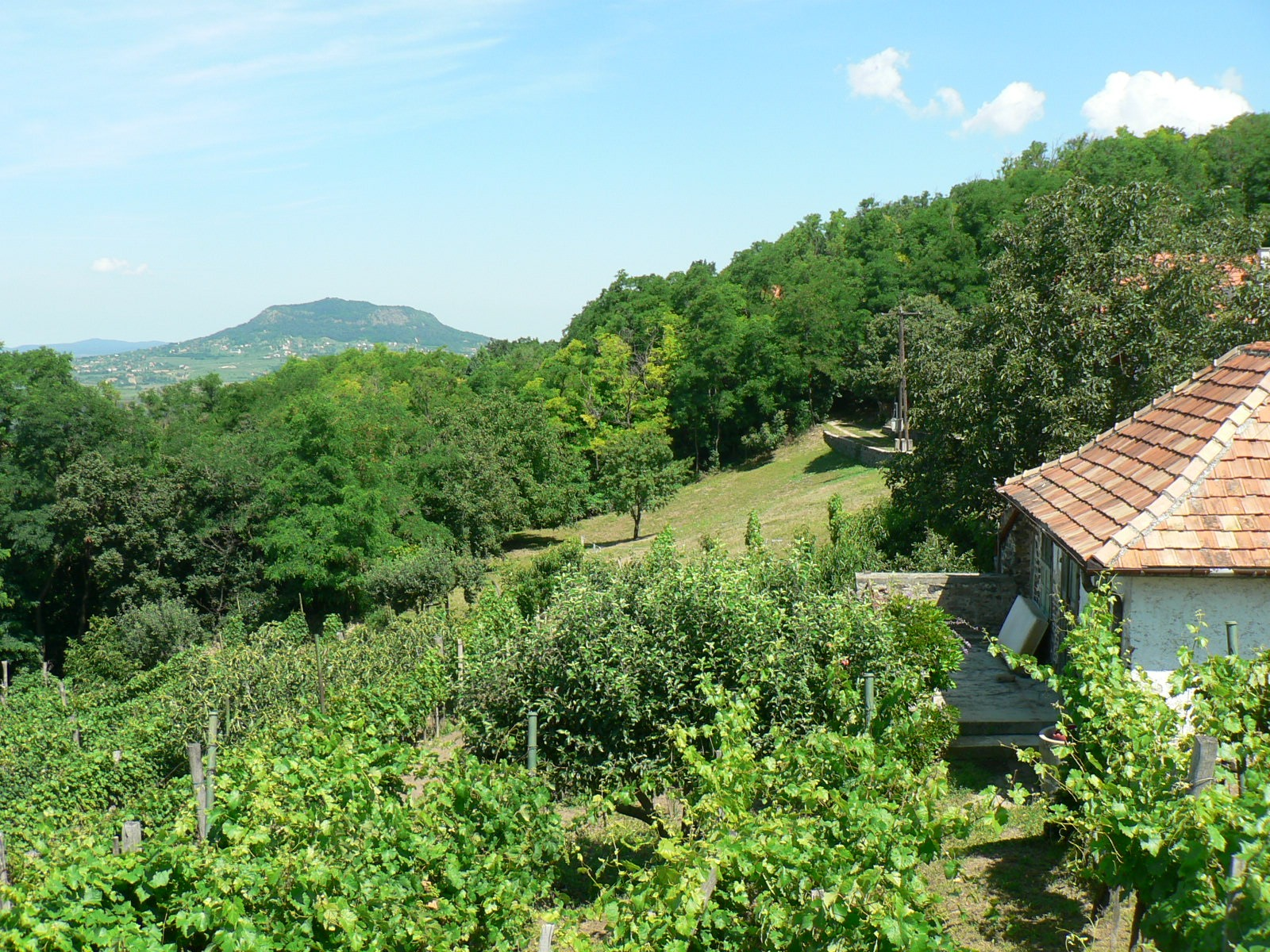
Badacsonylábdihegy - látkép a Szent György-heggyel
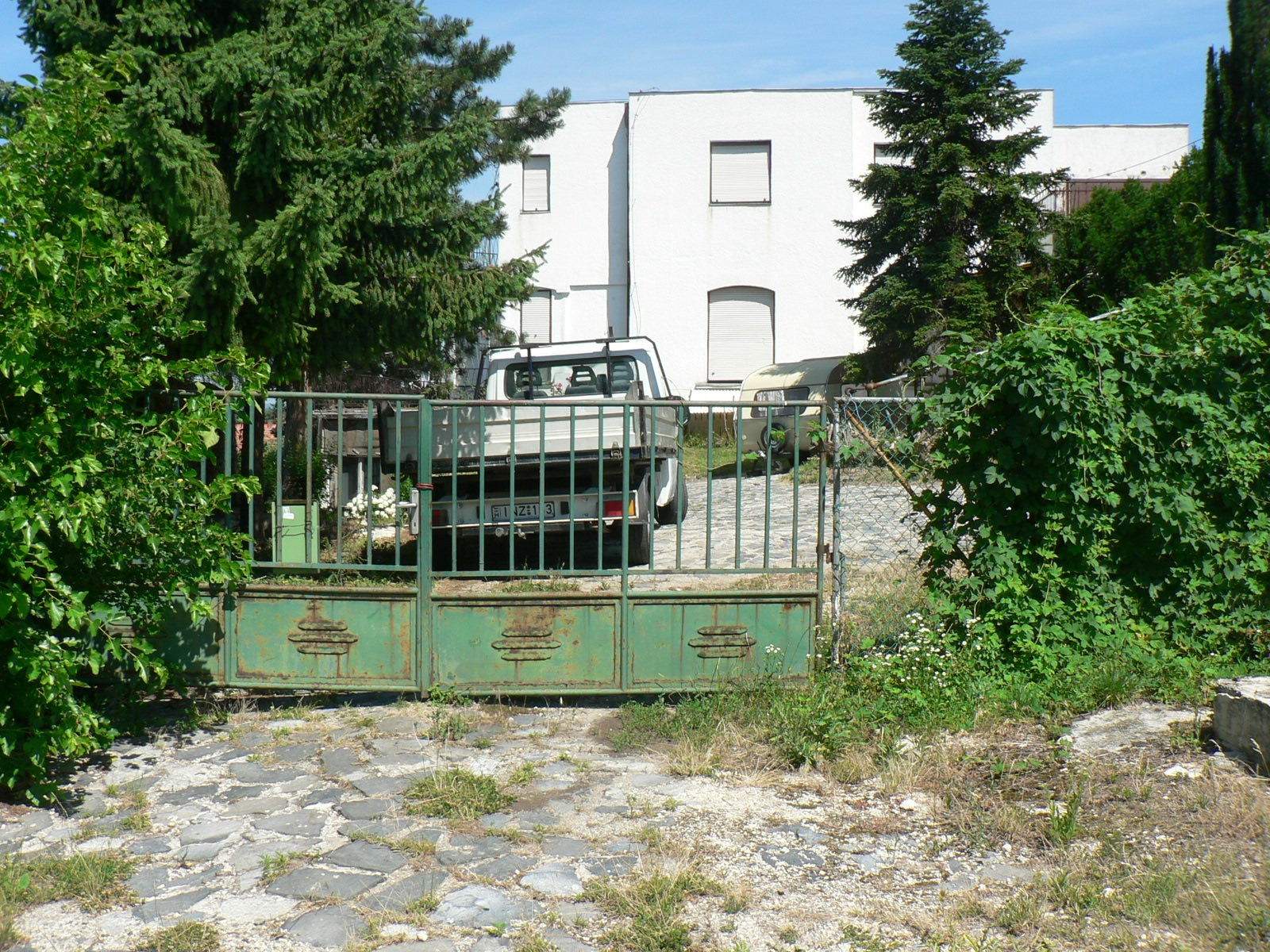
A Mélyépítési Tervező Vállalat (MÉLYÉPTERV) egykori lábdihegyi vállalati üdülője (2013)
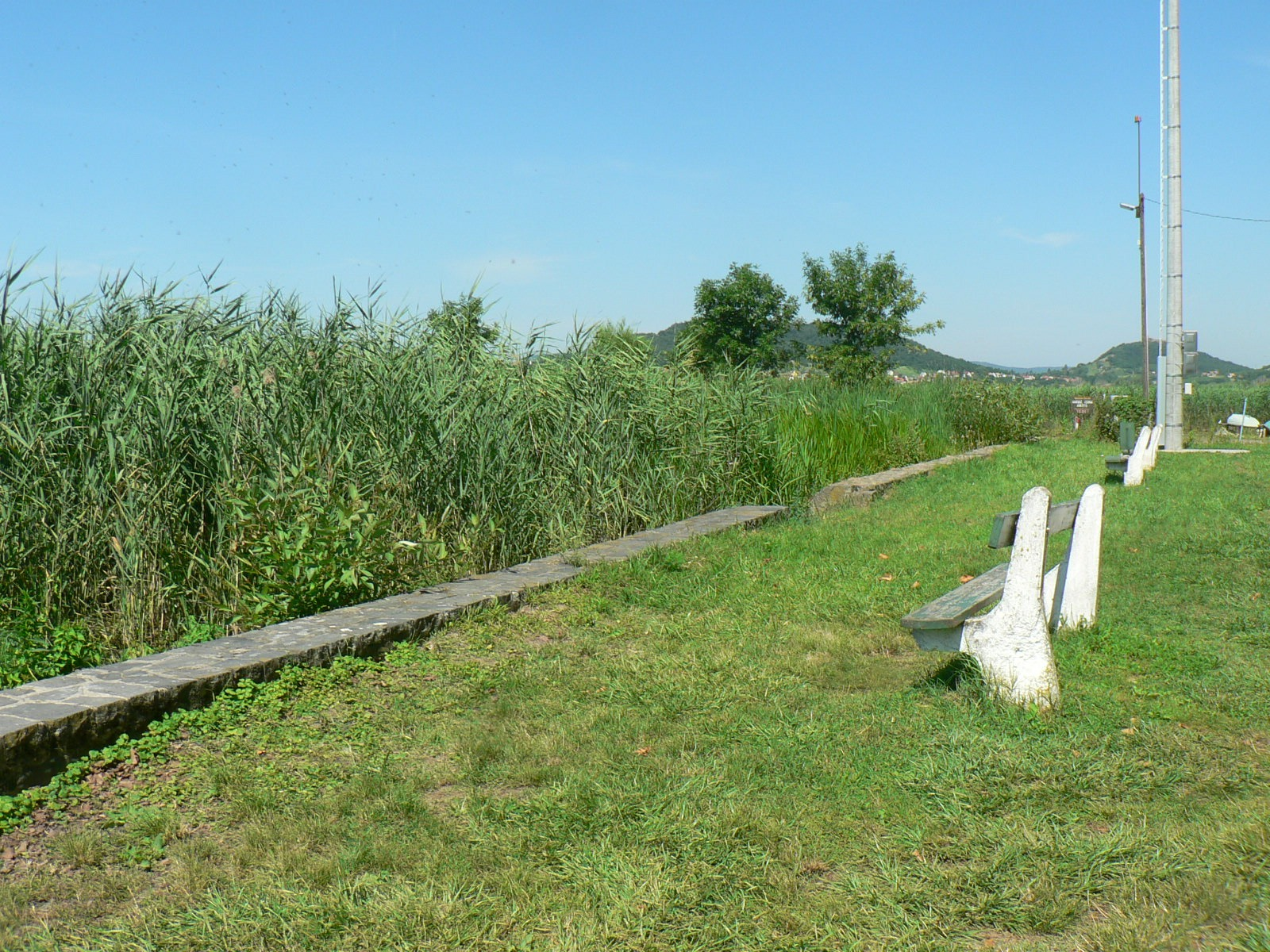
Az egykori badacsonylábdihegyi strand romjai
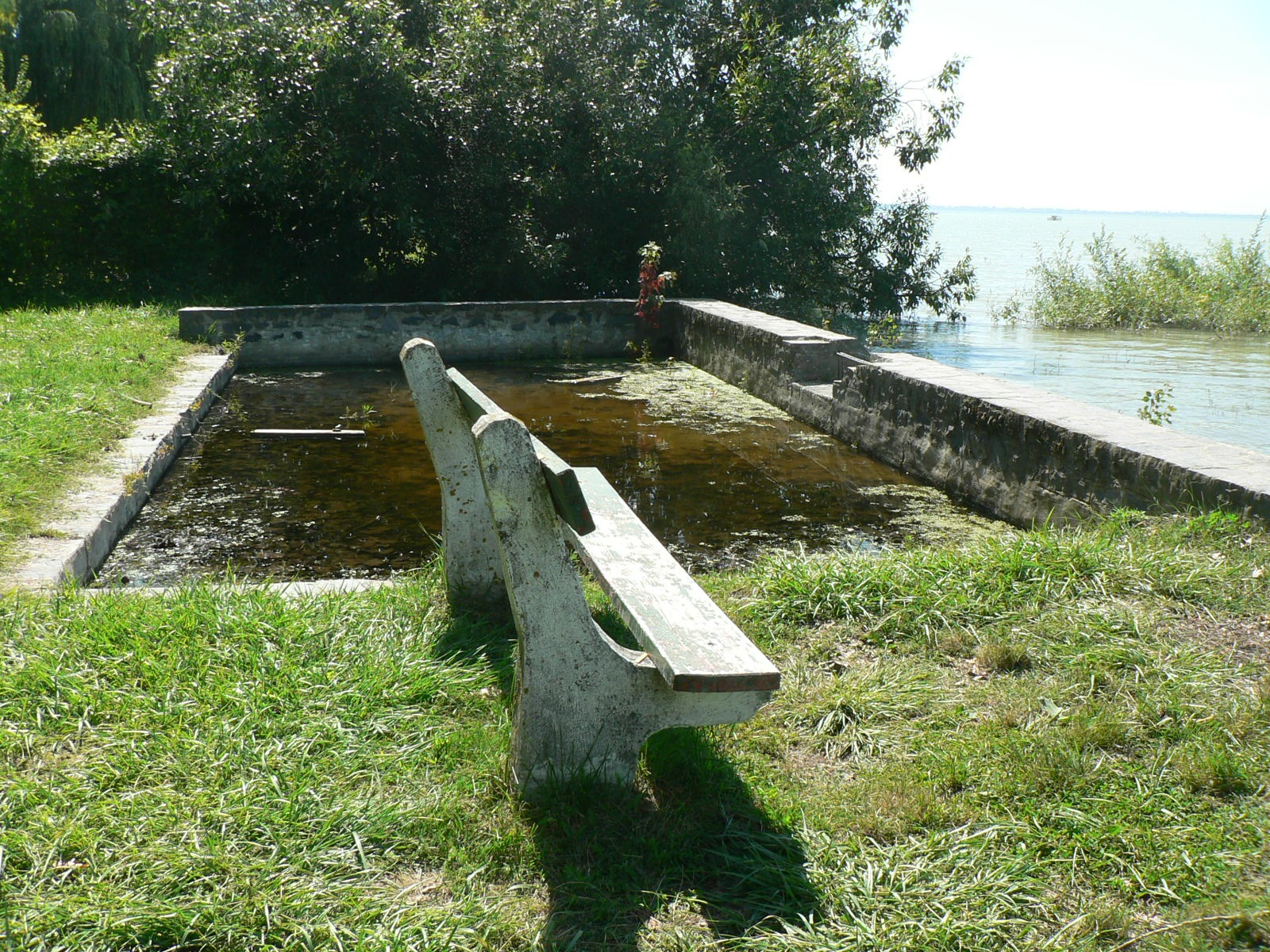
Teljesen benőtte a nád a lábdihegyi strandot
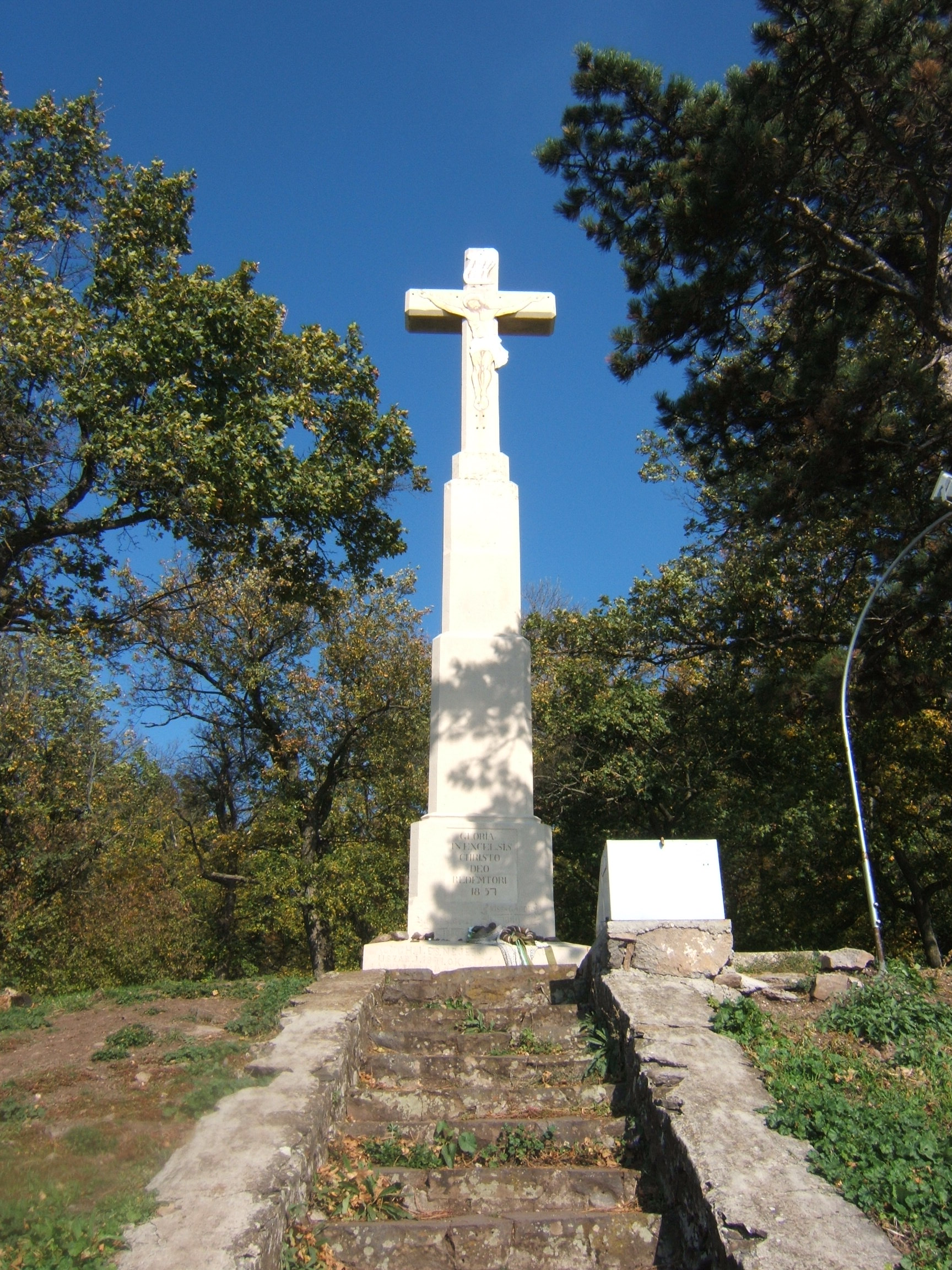
Ranolder János veszprémi püspök állította kereszt a badacsonyi hegy délnyugati végén